# Джінзабуро Масакі

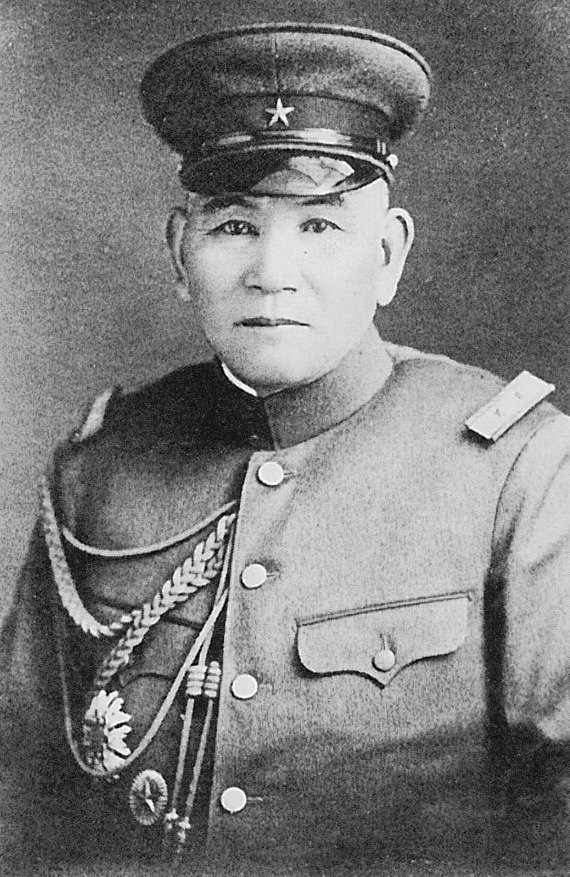
Джінзабуро Масакі 1932 рік

Джінзабуро Масакі (яп. 真崎 甚三郎, 27 листопада 1876 – 31 серпня 1956) — японський генерал імператорської армії Японської імперії під час другої світової війни. Його вважали лідером радикальної японської воєнної фракції «Кодоха», яка діяла всередині японської армії.

## Біографія
Джінзабуро Масакі народився в Японській імперії в префектурі Саґа в 1876 році, він закінчив 9 клас військової академії імператорської армії Японської імперії в 1897 році та отримав військове звання другого лейтенанта в 46 піхотному полку японської армії в червні 1898 року. З травня 1899 року по листопад 1900 року Джінзабуро Масакі був призначений до охоронного батальйону острова Цусіма, коли здобув звання лейтенанта 46 піхотного полку японської армії. Потім Джінзабуро Масакі був відправлений на фронт під час російсько-японської війни в лютому 1904 року і служив на території Маньчжурії до грудня 1905 року. У цей період в червні 1904 року Джінзабуро Масакі отримав військове звання капітана; однак він вважав війну дуже травматичним досвідом і після повернення до Японської імперії він писав, що думав про звільнення з японської армії та вступу до буддійського священства.
Але замість цього Джінзабуро Масакі вступив до 19 класу вищої військової академії імператорської армії Японської імперії й закінчив її з відзнакою в грудні 1905 року. Бувши Офіцером піхоти, він отримав військове звання майора в 1909 році, а потім був відправлений за кордон як військовий аташе до Німецької імперії в якій він перебував з 1911 по 1914 рік. У листопаді 1914 року Джінзабуро Масакі отримав військове звання підполковника японської армії.
Джінзабуро Масакі після повернення до Японської імперії був призначений штабним офіцером Генерального інспекторату військового вишколу де він служив з 1916 по 1920 роки та отримав військове звання полковника японської армії в 1918 році. У 1920 році Джінзабуро Масакі був призначений начальником Бюро військової адміністрації військового міністерства Японської імперії, а наступного року він отримав командування над 1 імператорським гвардійським полком. Після підвищення у військовому званні до генерал-майора японської армії в 1922 році Джінзабуро Масакі служив командиром японської бригади, поки не став директором навчального плану в японській армійській академії, зрештою ставши її комендантом у 1925 році.
Після свого чергового підвищений до генерал-лейтенанта японської армії у 1927 році, Джінзабуро Масакі був призначений командиром 8 дивізії японської армії й два роки працював у Хіросакі та Аоморі, а потім він був переведений до 1 дивізії японської армії яка знаходилась в столиці Японської імперії місті Токіо до 1931 року. Обіймаючи посаду віценачальника Генерального штабу імператорської армії Японської імперії, пан Джінзабуро Масакі здобув ще одне підвищення у військовому званні до генерала японської армії в 1933 році та був призначений Генеральним інспектором військової освіти між 1934 і 1936 роками. У 1936 році Джінзабуро Масакі звільнився з дійсної військової служби імператорської армії Японської імперії.
Джінзабуро Масакі брав активну участь у внутрішньополітичних воєнних фракціях які діяли в імператорській армії Японської імперії. Він був першим членом радикальної японської воєнної фракції «Кодоха» на чолі якої стояв японський генерал і політик Аракі Садао. З Хейсуке Янагава та Обата Хідейосі група об'єдналася з суперницькою воєнною фракцією «Тосейха» яка була під керівництвом пана Кадзусіге Угакі, щоб отримати домінування в імператорській армії Японської імперії протягом 1930-х років і до другої світової війни. Бувши прихильником союзу з нацистською Німеччиною, пан Джінзабуро Масакі продовжував свою участь у воєнній фракції «Кодоха» до свого вимушеного відходу у відставку через політичні маневри голови фракції «Тосейха» японського генерала Тецузана Нагати. Вимушена відставка Джінзабуро Масакі призвела до невдоволення воєнної фракції «Кодоха» через що в наступному році було вбито очільника воєнної фракції «Тосейха» японського генерала Тецузана Нагати. Це вбивство призвело до спроби державного перевороту в Японській імперії, яка увійшла в історію як «інцидент 26 лютого» 1936 року. Джінзабуро Масакі був заарештований і відданий під військовий суд за його ймовірну участь в спробі державного перевороту, але він був виправданий японським судом.
У 1941 році Джінзабуро Масакі повернувся до рідної префектури Саґа, щоб стати членом ради освіти цієї префектури. Після закінчення другої світової війни Джінзабуро Масакі був заарештований американською окупаційною адміністрацією як підозрюваний у воєнних злочинах. У 1947 році Джінзабуро Масакі був звільнений з ув'язнення через відсутність доказів його провини.

### Книги
- Bix, Herbert P. (2001). Hirohito and the Making of Modern Japan. Harper Perennial. ISBN 0-06-093130-2.
- Harries, Meirion (1994). Soldiers of the Sun: The Rise and Fall of the Imperial Japanese Army. Random House. ISBN 0-679-75303-6.
- Dower, John W. (2000). Embracing Defeat: Japan in the Wake of World War II. Norton & Company. ISBN 0-393-32027-8.
- Shillony, Ben-Ami (1973). Revolt in Japan: The Young Officers and the February 26, 1936 Incident. Princeton University Press. ISBN 0-393-32027-8.